# Kayak II
Albums de Kayak
See See The Sun
(1973) Royal Bed Bouncer
(1975)
Kayak II, sorti en 1974, est le second album du groupe de rock progressif néerlandais Kayak.

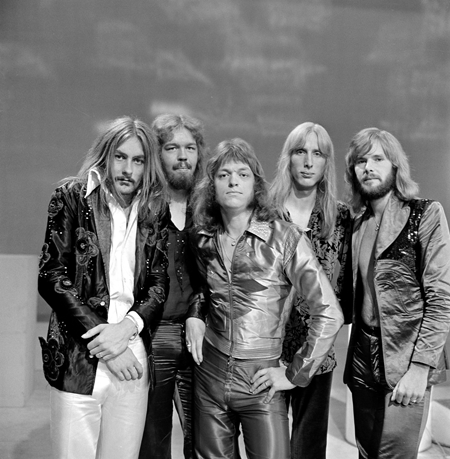
Kayak en 1974.

## Historique
Comme sur le premier album de Kayak, le claviériste Ton Scherpenzeel et le batteur Pim Koopman contribuent de manière égale à la composition des titres de l'album, alors que Royal Bed Bouncer sera surtout l'œuvre de Scherpenzeel.
L'album est enregistré aux EMI-Intertone Studios, à Heemstede aux Pays-Bas et est produit par Gerrit-Jan Leenders et Kayak.
Après l'enregistrement de Kayak II, le bassiste Cees van Leeuwen quitte Kayak pour être remplacé par Bert Veldkamp,. 

## Liste des morceaux
1. Alibi
2. Wintertime
3. Mountain too Rough
4. They Get to Know Me
5. Serenades
6. Woe and alas
7. Mireille
8. Trust in the Machine
9. His Master's Noise

## Musiciens
- Ton Scherpenzeel : claviers, chant, accordéon
- Pim Koopman : percussions, chant
- Johan Slager  : guitare
- Max Werner  : mellotron, percussions, chant
- Cees van Leeuwen : guitare basse, harmonica